# روي جيفرسون
روي جيفرسون (بالإنجليزية: Roy Jefferson)‏ هو لاعب كرة قدم أمريكية أمريكي، ولد في 9 نوفمبر 1943 في تيكساركانا في الولايات المتحدة.

## وصلات خارجية
- روي جيفرسون على موقع مرجع كرة القدم المحترفة.كوم (الإنجليزية)